# Parada de Segadães
La Parada de Segadães fue una plataforma ferroviaria de la Línea del Miño, que servía a la localidad de Segadães, en el ayuntamiento de Valença, en Portugal.

## Historia
La parte de la Línea del Miño entre São Pedro da Torre y Segadães entró en servicio el 3 de junio de 1879; el tramo siguiente, hasta Valença, fue abierto el 6 de agosto de 1882.
En los horarios de junio de 1913, esta plataforma figura siendo utilizada por las composiciones de tranvías entre Viana do Castelo y Valença.